# Tiyaz
Tiyaz war der palaische Sonnengott, der den König salbt. Er wird an dritter Stelle nach dem Wettergott Zaparwa und der Göttin Kataḫziwuri genannt. Ihm folgen die Ilaliyantikeš. In einem Mythenfragment ist der Adler sein Bote. Sein ungedeuteter Beiname lautet Wašḫullaša:
„Nun denn, Wašḫullašaš Tiyaz! Dem Tabarna, dem König bist Vater du, bist Mutter du!“
Die phrygischen Männernamen Tiyes (altphryg.) und Τιος (neuphryg.) könnten auf ein Weiterleben seiner Verehrung hinweisen. Ihm entspricht der luwische Sonnengott Tiwad.